# Christian Newberry
 (août 2025).
Si vous disposez d'ouvrages ou d'articles de référence ou si vous connaissez des sites web de qualité traitant du thème abordé ici, merci de compléter l'article en donnant les références utiles à sa vérifiabilité et en les liant à la section « Notes et références ».
Pour les articles homonymes, voir Newberry.
Christian Newberry, né en 1968, est un patineur artistique britannique, champion de Grande-Bretagne 1989.

## Biographie

### Carrière sportive
Christian Newberry s'entraîne au Lee Valley Ice Center à Londres et à Colorado Springs aux États-Unis. Il est le champion national britannique de 1989.
Il représente son pays aux championnats européens de 1989 à Birmingham et aux mondiaux de 1989  à Paris. Il ne participe jamais aux Jeux olympiques d'hiver.

### Reconversion
Après avoir pris sa retraite des compétitions, Christian Newberry déménage aux États-Unis et commence à entraîner en Pennsylvanie. En juin 2014, il retourne à Londres pour entraîner au Lee Valley Ice Centre. Il enseigne actuellement à Romford Sapphire Ice and Leisure.

### Famille
Il est le père de Graham Newberry, quadruple champion de Grande-Bretagne de patinage artistique (2017, 2019, 2022 et 2023).

## Palmarès
| Compétition                     | 1986 | 1987 | 1988 | 1989 | 1990 |  |  |  |  |  |  |  |  |  |
| Jeux olympiques d'hiver         |      |      |      |      |      |  |  |  |  |  |  |  |  |  |
| Championnats du monde           |      |      |      | 21e  |      |  |  |  |  |  |  |  |  |  |
| Championnats d’Europe           |      |      |      | 15e  |      |  |  |  |  |  |  |  |  |  |
| Championnats de Grande-Bretagne | 7e   | 5e   | 5e   | 1er  | 2e   |  |  |  |  |  |  |  |  |  |
|                                 |      |      |      |      |      |  |  |  |  |  |  |  |  |  |